# Гласс, Джефф
Джефф Гласс (англ. Jeff Glass; 19 ноября 1985, Калгари, Канада) — канадский хоккеист, вратарь.

## Карьера
Джефф Гласс начал свою профессиональную карьеру в 2002 году в составе клуба Западной хоккейной лиги «Кутеней Айс». В 2004 году на драфте НХЛ он был выбран в третьем раунде под общим 89-м номером клубом «Оттава Сенаторз». По окончании сезона 2004/05 Джефф получил звание лучшего голкипера Канадской хоккейной лиги. После этого успеха Гласс подписал трёхлетний контракт с «сенаторами». Большую часть своего первого сезона в системе «Оттавы» Джефф провёл в ECHL в составе клуба «Шарлотт Чекерс», после чего до окончания своего контракта выступал за клуб АХЛ «Бингхэмтон Сенаторс». В составе «Бингхэмтона» Гласс стал основным вратарём, проведя чуть больше чем за 3 сезона 135 матчей.
После окончания сезона 2008/09 Джефф получил статус свободного агента, и 30 августа 2009 года он заключил двухлетнее соглашение с астанинским «Барысом». В составе казахстанского клуба Гласс за 2 сезона провёл 69 матчей с коэффициентом надёжности 2.89. 8 июня 2011 года, несмотря на слухи о его возможном переходе в клуб Немецкой хоккейной лиги «Гамбург Фризерс», Джефф принял решение продлить свой контракт с командой ещё на 2 года. Однако, несмотря на двухлетнее соглашение с казахстанским клубом, 23 августа 2012 года Джефф подписывает однолетний контракт с новосибирской «Сибирью», придя на замену другому голкиперу-иностранцу Бернду Брюклеру, внезапно покинувшему расположение новосибирской команды.
6 мая 2013 года, снова ставший свободным агентом Гласс, подписал двухлетний контракт с московским «Спартаком». В сезоне 2013—2014 он провёл 37 матчей за красно-белых, с коэффициентом надёжности 2,32, отразив 91,9 % бросков.
14 января 2014 года, был обменян в столичный ЦСКА на денежную компенсацию.

### Международная
В составе сборной Канады Джефф Гласс принимал участие в молодёжном чемпионате мира 2005 года, на котором он вместе с командой впервые за 8 лет стал чемпионом, обыграв в финале сборную России со счётом 6:1. На том турнире, который проходил в США, Джефф был основным вратарём сборной, проведя пять матчей с коэффициентом надёжности 1,40.

## Достижения
- Чемпион мира среди молодёжи 2005.
- Лучший голкипер Канадской хоккейной лиги (2004/05)
- Дел Уилсон Трофи (2004/05).

## Статистика выступлений
По состоянию на 1сентября 2014 года
| Сезон   | Команда             | Лига | Игр | Мин  | ПШ  | «0» | КН   |
| ------- | ------------------- | ---- | --- | ---- | --- | --- | ---- |
| 2002-03 | Кутеней Айс         | WHL  | 44  | 2527 | 100 | 4   | 2.37 |
| 2003-04 | Кутеней Айс         | WHL  | 61  | 3502 | 142 | 5   | 2.43 |
| 2004-05 | Кутеней Айс         | WHL  | 67  | 4088 | 129 | 8   | 1.89 |
| 2005-06 | Шарлотт Чекерз      | ECHL | 42  | 2399 | 130 | 2   | 3.25 |
| 2005-06 | Бингхэмтон Сенаторс | АХЛ  | 6   | 312  | 20  | 0   | 3.85 |
| 2006-07 | Бингхэмтон Сенаторс | АХЛ  | 43  | 2174 | 149 | 1   | 4.11 |
| 2007-08 | Бингхэмтон Сенаторс | АХЛ  | 45  | 2313 | 111 | 2   | 2.88 |
| 2008-09 | Бингхэмтон Сенаторс | АХЛ  | 41  | 2219 | 119 | 0   | 3.22 |
| 2009-10 | Барыс               | КХЛ  | 44  | 2338 | 111 | 1   | 2.85 |
| 2010-11 | Барыс               | КХЛ  | 25  | 1361 | 67  | 1   | 2.95 |
| 2011-12 | Барыс               | КХЛ  | 28  | 1546 | 83  | 1   | 3.22 |
| 2012-13 | Сибирь              | КХЛ  | 45  | 2605 | 86  | 6   | 2.02 |
| 2013-14 | Спартак             | КХЛ  | 37  | 2098 | 81  | 4   | 2.32 |
| 2013-14 | ЦСКА                | КХЛ  | 10  | 366  | 19  | 0   | 1.31 |
| 2014-15 | Лада                | КХЛ  | 14  | 676  | 0   | 0   | 3.46 |
| 2015-16 | Динамо Минск        | КХЛ  | 31  | 1755 | 81  | 0   | 2.77 |

### Международная
| Турнир   | Игр | М   | ПШ | «0» | КН   |
| -------- | --- | --- | -- | --- | ---- |
| МЧМ-2005 | 5   | 300 | 7  | 0   | 1.40 |